# Mesostenus suigensis
Mesostenus suigensis là một loài tò vò trong họ Ichneumonidae.